# Aaron Pilsan
Aaron Pilsan (* 1995 in Dornbirn, Österreich) ist ein österreichischer Pianist.

## Werdegang
Pilsan begann mit fünf Jahren Klavier zu lernen. Er studierte zunächst bei Karl-Heinz Kämmerling am Mozarteum und anschließend bei Lars Vogt. Pilsan wurde 2015 in das Förderprogramm der Schweizer Orpheum Stiftung aufgenommen, was ihm einen Auftritt mit dem Tonhalle-Orchester Zürich unter der Leitung von Sir Neville Marriner ermöglichte sowie in das Rising Star-Programm der European Concert Hall Organization. Im August 2017 wurde er mit dem Förderpreis des Deutschlandfunks ausgezeichnet.
Pilsan konzertierte bereits auf großen europäischen Bühnen, z. B. im Concertgebouw Amsterdam, im Wiener Konzerthaus, der Philharmonie de Paris, im Palais des Beaux-Arts de Bruxelles, in der Philharmonie Luxembourg und im Brucknerhaus Linz. Er trat zudem bei zahlreichen Festivals auf, unter anderem beim Menuhin Festival Gstaad, beim Kissinger Sommer, bei der Schubertiade Hohenems, dem Klavier-Festival Ruhr, den Festspielen Mecklenburg-Vorpommern, den Schwetzinger Festspielen, beim Mozartfest Würzburg, den Bregenzer Festspielen und beim Klavier-Festival Ruhr.
Als Kammermusikpartner arbeitete er mit Künstlern wie Kian Soltani, Isabelle Faust, Sharon Kam und Julia Hagen sowie unter anderem mit dem Quartetto di Cremona und dem Szymanowski Quartet zusammen.
Sein Repertoire umfasst neben klassischen und romantischen Werken auch Werke zeitgenössischer Komponisten. So spielte er zum Beispiel die Uraufführung eines Werkes für Cello und Klavier des persischen Komponisten Reza Vali im Pierre Boulez Saal in Berlin und arbeitete mehrfach mit Komponisten wie Thomas Larcher und Jörg Widmann zusammen.

## Diskografie (Auswahl)
- 2014: Aaron Pilsan. Beethoven, Schubert. BR Klassik und Naïve.
- 2018: Home. Kian Soltani, Aaron Pilsan. Schubert, Schumann, Vali. Deutsche Grammophon.
- 2023: Mozart: Klavierkonzert Nr. 19: Aaron Pilsan (Klavier), ORF Radio-Symphonieorchester Wien, Next Generation Mozart Soloists Vol.7 (Alpha).[6]